# Камское (сельское поселение, Камбарский район)
Камское — упразднённое сельское поселение в составе Камбарского района Удмуртии.
Административный центр и единственный населённый пункт — деревня Кама.
Законом Удмуртской Республики от 30.04.2021 № 41-РЗ упразднено в связи с преобразованием муниципального района муниципальный округ.

## Население
| 2010  | 2012  | 2013  | 2014  | 2015  | 2016  | 2017  |
| ----- | ----- | ----- | ----- | ----- | ----- | ----- |
| 2059  | ↘1993 | ↘1915 | ↘1825 | ↘1800 | ↘1786 | ↘1785 |
| 2018  | 2019  | 2020  |       |       |       |       |
| ↘1760 | ↘1754 | ↘1726 |       |       |       |       |